# Le Roy Percy
Le Roy Percy (Greenville, 1860. november 9. – Memphis, 1929. december 24.) az Amerikai Egyesült Államok szenátora (Mississippi, 1910–1913).